# 陰茎索
陰茎索（いんけいさく）または陰茎弯曲（いんけいわんきょく）（英: Chordee (of penis)）とは、陰茎の頭部から根部において、下方または極端に上方に弯曲している状態をいう。弯曲は通常、勃起時に最も顕著に現れるが、弛緩した状態でも直線状にならない場合が多い。また多くの場合、陰茎索は尿道下裂を伴う。これはペイロニー病とは異なる病態で、ペイロニー病は成人期の損傷により陰茎軸の弯曲を来すことが殆どである。

## 徴候・症状
通常、原因不明の先天性奇形と考えられている。胎児の発育初期には陰茎が下方に弯曲していることから、その段階で陰茎の発育が停止したために起こるという説が提唱されている。
弯曲には以下のようなものがある：
- 正常な大きさの海綿体および尿道と皮膚の癒着
- 尿道を取り囲む筋膜組織（バック筋膜（英語版） (=深陰茎筋膜) またはダルトス筋膜（英語版） (=浅陰茎筋膜)）の線維化および拘縮によって誘発される
- 尿道長に比して海綿体が不釣り合いに長く、他に明らかな異常がない
- 短い線維性尿道が陰茎を下方に牽引する（稀）

重度の弯曲は通常、尿道下裂に伴うが、軽度の弯曲は多くの正常な男性にみられる。弯曲した陰茎が小さく、尿道下裂を伴う場合、出生前のアンドロゲン効果の欠乏が推測される。

## 原因
陰茎索は、性発達障害やインターセックスなどの基礎疾患によって、あるいは割礼の合併症として引き起こされるが、海綿体は正常に形成されているため、これを真の陰茎索とは考えない場合もある。しかし、すべての先天性陰茎索が異常な海綿体を有するわけではない。割礼による海綿体への損傷の症例報告は、特に局所麻酔の合併症として文献に記載されている。

## 治療
陰茎索の主な治療法は、通常、乳児期の手術である。割礼が原因の陰茎索では、外科的治療としてZ形成術が望ましい。手術に適した時期は生後6～18ヵ月で、矯正は通常成功する。